# Nick Pope (fotbollsspelare)
Nicholas David Pope, född 19 april 1992, är en engelsk fotbollsmålvakt som spelar för Newcastle United i Premier League.

## Karriär
Den 19 juli 2016 värvades Pope av Burnley, där han skrev på ett treårskontrakt. Pope gjorde sin Premier League-debut den 10 september 2017 i en 1–0-vinst över Crystal Palace, där han i den 36:e minuten byttes in mot skadade Tom Heaton. I oktober 2017 förlängde Pope sitt kontrakt i klubben fram till juni 2020.
Den 23 juni 2022 värvades Pope av Newcastle United, där han skrev på ett fyraårskontrakt.